# Chrťany
Chrťany este o comună slovacă, aflată în districtul Veľký Krtíš din regiunea Banská Bystrica, pe malul râului Chrtiansky potok⁠(d). Localitatea se află la altitudinea de 222 m deasupra n.m., se întinde pe o suprafață de 9,19 km2 și în 2017 număra 137 de locuitori.

## Istoric
Localitatea Chrťany este atestată documentar din 1227.

## Demografie
| An:                | 1994 | 2004   | 2014    | 2024    |
| ------------------ | ---- | ------ | ------- | ------- |
| Număr de persoane: | 111  | 115    | 151     | 120     |
| Diferență:         |      | +3,60% | +31,30% | −20,52% |

| An:                | 2023 | 2024   |
| ------------------ | ---- | ------ |
| Număr de persoane: | 124  | 120    |
| Diferență:         |      | −3,22% |